# Luri (taal)
Luri of Lori (in Perzisch: لری) is een groep nauw aan elkaar verwante Iraanse talen of een groep hoofddialecten. Het behoort samen met Perzisch tot de zuidwestelijke tak van de Iraanse talen.

## Classificatie
Indo-Europese talen
- Indo-Iraanse talen
  - Iraanse talen
    - Zuidwest-Iraanse talen
      - Luri

## Onderverdeling
De taal is eigenlijk een groep dialecten, zonder dat er een standaardtaal bestaat. Deze dialecten worden door taalkundigen over vier hoofddialecten of sterk aan elkaar verwante talen verdeeld; het Noordelijk Luri, het Zuidelijk Luri, het Bakhtiari en het Kumzari. Al deze vier hoofddialecten of talen hebben verschillende taalcodes en het Luri op zich heeft geen taalcode.

## Sprekers
De Noordelijke en Zuidelijk Luri-dialecten worden gesproken door de Lors, die voornamelijk in de provincies Lorestan, Ilam (beiden in het westen van Iran) en Kohgiluyeh en Boyer Ahmad (meer naar het zuiden, nabij de Perzische Golf). De Bakhtiari-dialecten worden vooral gesproken door de aan het Lors verwante Bakhtiari in voornamelijk de provincies Chahar Mahaal en Bakhtiari, Khoezistan, Lorestan en het westen van Isfahan. Er zijn echter ook Lors die Bakhtiari-dialecten spreken. Het Kumzari wijkt het meeste af van de andere drie hoofddialecten of talen. Deze variant wordt gesproken door de Kumzari op het Omaanse schiereiland Musandam.